# Temporada 1991-92 de Los Angeles Clippers
La temporada 1991-92 fue la octava de los Clippers en la NBA en su nueva localización de Los Angeles, y la decimocuarta en el estado de California, tras moverse desde Búfalo (Nueva York), donde disputaron ocho temporadas con la denominación de los Buffalo Braves. La temporada regular acabó con 45 victorias y 37 derrotas, ocupando el séptimo puesto de la conferencia Oeste, clasificándose para los playoffs, donde cayeron en primera ronda ante Utah Jazz.

## Elecciones en elDraft
| Ronda | Puesto | Jugador      | Posición  | Nacionalidad   | Universidad |
| ----- | ------ | ------------ | --------- | -------------- | ----------- |
| 1     | 22     | LeRon Ellis  | Pívot     | Estados Unidos | Syracuse    |
| 2     | 37     | Elliot Perry | Base      | Estados Unidos | Memphis     |
| 2     | 38     | Joe Wylie    | Ala-Pívot | Estados Unidos | Miami (FL)  |

## Temporada regular
| División Pacífico        | División Pacífico | División Pacífico | División Pacífico | División Pacífico | División Pacífico | División Pacífico | División Pacífico | División Pacífico |
| Equipo                   | G                 | P                 | %                 | PD                | Casa              | Fuera             | Div               |                   |
| ------------------------ | ----------------- | ----------------- | ----------------- | ----------------- | ----------------- | ----------------- | ----------------- | ----------------- |
| y-Portland Trail Blazers | 57                | 25                | .695              | —                 | 33–8              | 24–17             | 21–9              |                   |
| x-Golden State Warriors  | 55                | 27                | .671              | 2                 | 31–10             | 24–17             | 19–11             |                   |
| x-Phoenix Suns           | 53                | 29                | .646              | 4                 | 36–5              | 17–24             | 17–13             |                   |
| x-Seattle SuperSonics    | 47                | 35                | .573              | 10                | 28–13             | 19–22             | 16–14             |                   |
| x-Los Angeles Clippers   | 45                | 37                | .549              | 12                | 29–12             | 16–25             | 13–17             |                   |
| x-Los Angeles Lakers     | 43                | 39                | .524              | 14                | 24–17             | 19–22             | 13–17             |                   |
| Sacramento Kings         | 29                | 53                | .354              | 28                | 21–20             | 8–33              | 6–24              |                   |

## Playoffs

### Primera ronda
Utah Jazz vs. Los Angeles Clippers 
| Fecha       | Partido                                 | Ciudad         |
| ----------- | --------------------------------------- | -------------- |
| 24 de abril | Utah Jazz 115, Los Angeles Clippers 97  | Salt Lake City |
| 26 de abril | Utah Jazz 103, Los Angeles Clippers 92  | Salt Lake City |
| 28 de abril | Los Angeles Clippers 98, Utah Jazz 88   | Los Angeles    |
| 3 de mayo   | Los Angeles Clippers 115, Utah Jazz 107 | Los Angeles    |
| 4 de mayo   | Utah Jazz 98, Los Angeles Clippers 89   | Salt Lake City |
|             | Utah Jazz gana las series 3-2           |                |

## Estadísticas

### Temporada regular
| Rk | Jugador         | Edad | P  | PT | MP   | TC  | TCI  | %TC  | T3  | T3I | %T3  | TL  | TLI | %TL   | RO  | RD  | RT  | AS  | RB  | TAP | BP  | FP  | PTS  |
| -- | --------------- | ---- | -- | -- | ---- | --- | ---- | ---- | --- | --- | ---- | --- | --- | ----- | --- | --- | --- | --- | --- | --- | --- | --- | ---- |
| 1  | Ron Harper      | 28   | 82 | 82 | 38.3 | 6.9 | 15.8 | .440 | 0.8 | 2.6 | .303 | 3.6 | 4.9 | .736  | 1.5 | 4.0 | 5.5 | 5.1 | 1.9 | 0.9 | 3.1 | 2.4 | 18.2 |
| 2  | Danny Manning   | 25   | 82 | 82 | 35.4 | 7.9 | 14.6 | .542 | 0.0 | 0.1 | .000 | 3.4 | 4.7 | .725  | 2.8 | 4.1 | 6.9 | 3.5 | 1.6 | 1.5 | 2.6 | 3.6 | 19.3 |
| 3  | Doc Rivers      | 30   | 59 | 25 | 28.1 | 3.8 | 9.0  | .424 | 0.4 | 1.6 | .283 | 2.8 | 3.3 | .832  | 0.4 | 2.1 | 2.5 | 3.9 | 1.9 | 0.3 | 1.6 | 2.8 | 10.9 |
| 4  | Charles Smith   | 26   | 49 | 25 | 26.7 | 5.1 | 11.0 | .466 | 0.0 | 0.1 | .000 | 4.3 | 5.5 | .785  | 1.9 | 4.2 | 6.1 | 1.1 | 0.8 | 2.0 | 1.4 | 3.2 | 14.6 |
| 5  | Gary Grant      | 26   | 78 | 53 | 26.3 | 3.5 | 7.6  | .462 | 0.2 | 0.7 | .294 | 0.6 | 0.7 | .815  | 0.4 | 1.9 | 2.4 | 6.9 | 1.8 | 0.2 | 2.4 | 2.3 | 7.8  |
| 6  | Ken Norman      | 27   | 77 | 24 | 26.1 | 5.2 | 10.7 | .490 | 0.1 | 0.4 | .143 | 1.6 | 2.9 | .535  | 2.1 | 3.8 | 5.8 | 1.6 | 0.7 | 0.9 | 1.3 | 1.9 | 12.1 |
| 7  | Olden Polynice  | 27   | 76 | 65 | 24.1 | 3.2 | 6.2  | .519 | 0.0 | 0.0 | .000 | 1.6 | 2.6 | .622  | 2.6 | 4.5 | 7.1 | 0.6 | 0.6 | 0.3 | 1.1 | 2.2 | 8.1  |
| 8  | Loy Vaught      | 23   | 79 | 38 | 21.4 | 3.4 | 7.0  | .492 | 0.1 | 0.1 | .800 | 0.7 | 0.9 | .797  | 2.0 | 4.5 | 6.5 | 0.9 | 0.5 | 0.4 | 0.8 | 2.1 | 7.6  |
| 9  | Danny Young     | 29   | 44 | 5  | 20.2 | 1.9 | 4.9  | .391 | 0.5 | 1.4 | .333 | 1.1 | 1.2 | .887  | 0.4 | 1.1 | 1.5 | 3.5 | 0.9 | 0.1 | 1.0 | 1.1 | 5.3  |
| 10 | James Edwards   | 36   | 72 | 11 | 20.0 | 3.5 | 7.5  | .465 | 0.0 | 0.0 | .000 | 2.8 | 3.8 | .731  | 0.8 | 2.0 | 2.8 | 0.7 | 0.3 | 0.5 | 1.0 | 3.3 | 9.7  |
| 11 | Tharon Mayes    | 23   | 3  | 0  | 13.3 | 0.7 | 1.7  | .400 | 0.3 | 0.7 | .500 | 1.3 | 2.0 | .667  | 0.0 | 0.3 | 0.3 | 1.0 | 0.7 | 0.3 | 1.0 | 3.0 | 3.0  |
| 12 | Tony Brown      | 31   | 22 | 0  | 11.5 | 1.8 | 4.0  | .438 | 0.3 | 1.0 | .318 | 0.8 | 1.3 | .621  | 0.4 | 0.9 | 1.3 | 0.7 | 0.5 | 0.0 | 0.6 | 1.4 | 4.7  |
| 13 | David Rivers    | 27   | 15 | 0  | 8.1  | 0.7 | 2.0  | .333 | 0.0 | 0.1 | .000 | 0.7 | 0.7 | .909  | 0.7 | 0.6 | 1.3 | 1.4 | 0.5 | 0.1 | 1.1 | 0.9 | 2.0  |
| 14 | Bo Kimble       | 25   | 34 | 0  | 8.1  | 1.3 | 3.3  | .396 | 0.1 | 0.4 | .308 | 0.6 | 0.9 | .645  | 0.4 | 0.6 | 0.9 | 0.5 | 0.3 | 0.2 | 0.4 | 1.1 | 3.3  |
| 15 | Elliot Perry    | 22   | 10 | 0  | 6.6  | 0.6 | 1.5  | .400 | 0.0 | 0.2 | .000 | 0.1 | 0.2 | .500  | 0.2 | 0.5 | 0.7 | 1.4 | 0.9 | 0.1 | 1.3 | 1.0 | 1.3  |
| 16 | Lanard Copeland | 26   | 10 | 0  | 4.8  | 0.7 | 2.3  | .304 | 0.0 | 0.2 | .000 | 0.2 | 0.2 | 1.000 | 0.1 | 0.6 | 0.7 | 0.5 | 0.2 | 0.0 | 0.4 | 0.5 | 1.6  |
| 17 | LeRon Ellis     | 22   | 29 | 0  | 3.6  | 0.6 | 1.7  | .340 | 0.0 | 0.0 |      | 0.3 | 0.7 | .474  | 0.4 | 0.4 | 0.8 | 0.0 | 0.2 | 0.3 | 0.4 | 0.4 | 1.5  |

### Playoffs
| Rk | Jugador        | Edad | P | PT | MP   | TC  | TCI  | %TC  | T3  | T3I | %T3   | TL  | TLI | %TL   | RO  | RD  | RT  | AS  | RB  | TAP | BP  | FP  | PTS  |
| -- | -------------- | ---- | - | -- | ---- | --- | ---- | ---- | --- | --- | ----- | --- | --- | ----- | --- | --- | --- | --- | --- | --- | --- | --- | ---- |
| 1  | Ron Harper     | 28   | 5 | 5  | 41.2 | 7.8 | 17.4 | .448 | 0.2 | 1.8 | .111  | 2.2 | 2.8 | .786  | 2.0 | 4.4 | 6.4 | 4.6 | 1.0 | 0.8 | 3.0 | 2.6 | 18.0 |
| 2  | Danny Manning  | 25   | 5 | 5  | 38.8 | 9.2 | 16.2 | .568 | 0.2 | 0.6 | .333  | 4.0 | 6.2 | .645  | 3.0 | 2.6 | 5.6 | 2.8 | 1.0 | 0.8 | 2.6 | 4.2 | 22.6 |
| 3  | Doc Rivers     | 30   | 5 | 4  | 37.4 | 5.0 | 11.2 | .446 | 0.8 | 1.6 | .500  | 4.4 | 5.4 | .815  | 0.8 | 3.0 | 3.8 | 4.2 | 1.2 | 0.0 | 0.6 | 3.2 | 15.2 |
| 4  | Ken Norman     | 27   | 5 | 5  | 36.8 | 5.4 | 10.6 | .509 | 0.0 | 0.4 | .000  | 1.8 | 3.4 | .529  | 3.8 | 6.0 | 9.8 | 3.0 | 0.8 | 0.6 | 1.2 | 3.6 | 12.6 |
| 5  | Charles Smith  | 26   | 5 | 5  | 29.6 | 4.4 | 11.2 | .393 | 0.0 | 0.0 |       | 2.8 | 3.0 | .933  | 2.0 | 3.6 | 5.6 | 1.8 | 0.8 | 2.4 | 2.0 | 4.8 | 11.6 |
| 6  | James Edwards  | 36   | 5 | 0  | 17.4 | 2.0 | 4.8  | .417 | 0.0 | 0.0 |       | 2.4 | 3.8 | .632  | 1.0 | 1.6 | 2.6 | 0.6 | 0.2 | 0.2 | 0.8 | 2.2 | 6.4  |
| 7  | Gary Grant     | 26   | 5 | 1  | 15.4 | 2.0 | 4.2  | .476 | 0.0 | 0.4 | .000  | 0.4 | 0.4 | 1.000 | 0.0 | 0.8 | 0.8 | 3.6 | 0.6 | 0.4 | 1.6 | 2.0 | 4.4  |
| 8  | Olden Polynice | 27   | 5 | 0  | 12.6 | 1.4 | 2.4  | .583 | 0.0 | 0.0 |       | 0.4 | 1.2 | .333  | 0.4 | 3.2 | 3.6 | 0.4 | 0.2 | 0.2 | 0.2 | 2.2 | 3.2  |
| 9  | Loy Vaught     | 23   | 5 | 0  | 7.2  | 1.4 | 2.2  | .636 | 0.2 | 0.2 | 1.000 | 0.4 | 0.4 | 1.000 | 0.4 | 2.0 | 2.4 | 0.8 | 0.2 | 0.2 | 0.2 | 0.6 | 3.4  |
| 10 | Danny Young    | 29   | 3 | 0  | 3.7  | 0.7 | 1.3  | .500 | 0.0 | 0.7 | .000  | 0.0 | 0.0 |       | 0.0 | 0.0 | 0.0 | 0.3 | 0.0 | 0.0 | 0.7 | 0.0 | 1.3  |
| 11 | LeRon Ellis    | 22   | 1 | 0  | 2.0  | 0.0 | 0.0  |      | 0.0 | 0.0 |       | 0.0 | 0.0 |       | 0.0 | 0.0 | 0.0 | 0.0 | 0.0 | 0.0 | 0.0 | 0.0 | 0.0  |
| 12 | Bo Kimble      | 25   | 3 | 0  | 1.7  | 0.0 | 0.3  | .000 | 0.0 | 0.0 |       | 0.0 | 0.0 |       | 0.0 | 0.0 | 0.0 | 0.3 | 0.0 | 0.0 | 0.3 | 0.7 | 0.0  |